# Fa thăng thứ (Sol giáng thứ)
Fa thăng thứ là một cung thứ dựa trên nốt Fa thăng (F♯), bao gồm các nốt Fa thăng (F♯), Sol thăng (G♯), La (A), Si, Đô thăng (C♯), Rê (D), Mi (E), và Fa thăng (F♯). Bộ khóa của nó có 3 dấu thăng.
Trùng với cung Fa thăng thứ chính là cung Sol giáng thứ (viết tắt là G♭m). Bao gồm các nốt nốt Sol giáng (G♭), La giáng (A♭), Si hai giáng (B), Đô giáng (C♭), Rê giáng (D♭), Mi hai giáng (E), Fa giáng (F♭), và Sol giáng (G♭). Bộ khóa của nó có 6 dấu giáng (♭) và 2 dấu giáng kép ().
Cung thể tương đương (relative key) với nó là cung La trưởng và cung thể cùng bậc (parallel key) với nó là cung Fa thăng trưởng.
Rất ít bản giao hưởng được viết ở cung này, bản Farewell Symphony của Haydn là một ví dụ nổi tiếng. George Frederick Bristow và Dora Pejačević cũng có ít tác phẩm viết ở cung này.
Những bản giao hưởng viết ở cung này thường quan trọng đối với nhà soạn nhạc vì nó được viết cho chính họ là người chơi nhạc, ví dụ như bản Concerto cho piano số 1 của Sergei Rachmaninoff, bản Concerto cho Piano số 1 của Alexander Scriabin, bản Concerto cho violon số 1 của Henryk Wieniawski và bản concerto số 1 cho violin của Henri Vieuxtemps.
Tác phẩm độc nhất của Mozart viết ở cung này là bản Concerto viết cho piano số 23 sau khi đã viết cho nó bản đầu tiên ở cung La trưởng.

## Các tác phẩm viết ở cung này
- Those Were the Days - Mary Hopkin
- Billie Jean - Michael Jackson
- GoldenEye - Tina Turner
- Across the Stars - John Williams
- The Final Countdown - Europe
- Johnny Has Gone For A Soldier - Traditional
- Wait - The Beatles (cũng có ở cung La trưởng)
- Behind These Hazel Eyes - Kelly Clarkson
- This Sweet Old World - Emmy Lou Harris
- Crazy Train - Ozzy Osbourne
- Immigrant Song - Led Zeppelin
- Mãi vẫn là tuổi thơ tôi, Hà Nội - Nguyễn Cường
- Nhìn những mùa thu đi - Trịnh Công Sơn
- Keys To Imagination (F♯m) - Yanni.